# Pettson och Findus – Tomtemaskinen
Pettson & Findus – Tomtemaskinen är en svensk animerad film från 2005 som bygger på Sven Nordqvists bok Tomtemaskinen.

## Handling
Julstöket pågår hos Pettson och Findus. Findus vill att tomten ska komma på julafton och Pettson lovar i ett svagt ögonblick att så kommer att ske. För att inte göra Findus besviken bestämmer sig därför Pettson för att bygga en tomtemaskin.

## Rollista
- Tord Peterson – Pettson
- Lukas Larsson – Findus
- Mona Seilitz – Prillan
- Gunnar Uddén – Gustavsson
- Birgitta Andersson – Signhild
- Andreas Nilsson – brevbäraren
- Niclas Ekholm – skogvaktaren
- Margaretha Byström – Elsa
- Cecilia Lundh – höna
- Jenny Gille – höna